# Физи (территория)
Физи (англ. Fizi) — это территория на юге провинции Южное Киву в Демократической Республике Конго.
Преобладающими языками на территории являются язык бембе (ибембе) и суахили.

## География
Физическая география
Территория Физи расположена в Центральной Африке, в регионе Великих озер, на территории Демократической Республики Конго, в провинции Южное Киву.
Границы территории:
- На севере — горы Луганда, простирающиеся от внутренних вод озера Танганьика на восток и запад через среднее и высокое плато Митумба;
- На востоке — озеро Танганьика, а также границы с Бурунди, Танзанией и провинцией Катанга в Калеми;
- На юге — от Таламы (граница с Катангой около Калеми) через горы Митумба в Каюмбе-Ламбокилела-Кихунгве до границ с Саламабилой (Маниема);
- На западе — от Китуту (северо-запад) через лес М’нвема (ось Каненге-Итула-Нзигу) до Камы (границы Маниема-Шабунда).

Площадь территории Физи составляет 41 745 км². Эта площадь превышает площадь Руанды (24 950 км²) почти в два раза, а площадь Бурунди (27 830 км²) — в полтора раза. Территория Физи также больше площади Бельгии (33 100 км²).
Климат территории Физи характеризуется разнообразием. На северо-западе (Среднее и Верхнее плато) преобладает умеренный и холодный климат. В юго-восточной части, вблизи западного побережья озера Танганьика, климат теплый и влажный.
По территории Физи протекает несколько рек, в том числе Илиле на западе, Луама на юге, М’тамбала, Сангья, Нгови и Амбалу (недалеко от И’амба-Атута) на северо-востоке. В Средних и высокогорных районах Физи выпадает значительное количество осадков, что способствует постоянной зелени растительности.
Административная география
Территория Физи граничит с территориями Увира на севере, Мвенга и Шабунда на западе, Калеми (провинция Катанга) на юге. На востоке территория Физи омывается озером Танганьика, за исключением полуострова Убвари.
Административно Физи включает в себя пять сельских общин, 27 групп, 142 населенных пункта и 1634 деревни. В состав территории входят следующие общины:
1. Община Итомбве с административным центром в городе Эпупу;
2. Община Луленге с административным центром в поселке Аюмба;
3. Община Любонджа с административным центром в городе Нганджа;
4. Община М’тамбала с административным центром в городе Барака;
5. Община Танганьика с административным центром в поселке Мбоко.

Община Итомбве занимает территорию от Минембве до Китуту-Бисембе в северо-западном направлении. Община Луленге простирается от границы с Макунгу до Кихунгве в юго-западном направлении. Община Любонджа охватывает территорию от Малинде на восточных границах полуострова Убвари до Лулимбы в юго-восточном направлении. Община М’тамбала занимает территорию от границы с Лвебой до Атанги в центрально-восточном направлении. Община Танганьика простирается от Лоханга-И’амбы до Лвебы в северо-восточном направлении.
Община Луленге является крупнейшей по площади, занимая 16 205 км². Далее по размеру следуют общины Любонджа (9 800 км²), Итомбве (7 045 км²), Танганьика (5 900 км²) и М’тамбала (2 795 км²).
Таким образом, большая часть территории Физи находится в юго-западной части, простирающейся от гор Митумба (Бвала-Алембелембе-Луленге) до высокогорья (Минембве-Китуту) и составляющей 80,22% от общей площади. На область, расположенную от северных и южных склонов горы Митумба до границы с водами Физи, приходится лишь 19,78% территории (между М’тамбалой и Танганьикой).
Демография
На территории Африки существует страна, где проживает около 1 миллиона человек. Внутри этой страны, в регионе Физи, численность населения составляет 405 255 человек, а плотность населения - 9,68 человека на квадратный километр.
Предполагается, что исторические события, связанные с работорговлей, могли повлиять на сокращение численности населения в регионе Физи.
Население Физи распределено неравномерно. Согласно последним данным, наибольшая концентрация населения наблюдается в следующих районах каждой из общин:
1. Община Танганьика (207 886 человек):
- Между Сангья-Мбоко и Илелой: 77 810 человек;
- Между Лвеба-Лусендой и Атунглу: 48 506 человек;
- Между Абумбе-Свима и М’нене (М’мунга): 36 802 человека;
- Между Лусуку-Абала и Эльумбе-Нееле: 23 866 человек;
- Между Пемба-Асе’эси и Бангве-Атута-Ямба: 15 962 человека;
- Между Акуку-Лвенге и Лутабула-М’нембве: 4 920 человек.

2. Община Любонджа (63 550 человек):
- Между Дайном и Таламой: 28 786 человек;
- Между M’longwe/Akembe-Ase’e- Sebele и Nemba: 12 342 человека;
- Между Малинде-Лунго-Физи и Бвалой: 8 956 человек;
- Между Любонджа-Лулембой и Макунгу: 8 345 человек;
- Между Эонде и Казимия: 5 121 человек;

3. Община М’тамбала (58 234 человека):
- Между Баракой и Алунджей: 29 830 человек;
- Между Баньялингой и Атангой: 22 033 человека;
- Между Афуло и Алеле: 6 371 человек.

4. Община Итомбве (55 693 человека):
- Между Кипупу-Микенге и Кибати: 23 627 человек;
- Между Тубангва-Туламбве и Билаломбили: 16 987 человек;
- Между Микье-Китуту и Итула: 15 079 человек.

5. Община Луленге (19 892 человека):
- Между Аюмбой и Пусангано: 10 219 человек;
- Между Бибизи и Кихунгве: 9 673 человека.

Исходя из этих данных, общины Танганьика и М’тамбала, несмотря на то, что не являются самыми густонаселенными в абсолютных цифрах, имеют относительно высокую плотность населения — 31,16 и 15,65 человека на квадратный километр соответственно.

## Экономика
Сельское хозяйство
Территория Физи обладает значительным сельскохозяйственным потенциалом. Основные направления сельскохозяйственного производства включают:
(i) Технические культуры: Хлопок высокого качества выращивается по всей территории Физи, особенно в Луленге, Себеле-Акомбе и в районе Танганьики. Высокосортный кофе арабика культивируется в И’амба-Атута, Свима-Аке, Мквечи-Мбоко, Эсунда-Лусенда, Лубумба-Андале, Лвама-Эмбе и в Луленге (юго-запад Физи). Кофе робуста хорошо растет на склонах и возвышенностях Физи. Хинное дерево, содержание хинина в котором значительно превышает показатели в Букаву, выращивается в Луленге и на Среднем плато Физи. Масличная пальма культивируется повсеместно на территории Физи, особенно в Бисембе, Итула, Китуту, Макунгу, Сембе, Свема и Мбоко. Существуют сообщения о возможности выращивания кокосовой пальмы, каучука, какао и других промышленных культур в Физи, что может принести значительный урожай.
(ii) Продовольственные культуры: Кукурузу можно выращивать круглогодично на всей территории Физи (на Среднем и Верхнем плато, а также на равнине). Рис является важной культурой в Луленге и на Среднем плато. Фасоль выращивается повсеместно, особенно в Луленге, на Среднем и Высоком плато. Пшеница и просо дают хорошие урожаи в Луленге, на берегу озера, в Средних и высокогорных районах. Сорго и хмель также культивируются по всей территории Физи. Арахис выращивают в основном в Луленге, Себеле, Асее и на всех средних плато Физи. Бананы (всех сортов) хорошо растут повсеместно в Физи, особенно в Эонде, Атанга-Бараке, Кения-Мбоко, Аке-Любенге, Луленге, а также на Среднем и Высоком плато Физи. Маниоку также можно выращивать круглогодично на территории Физи, особенно в Мбоко, Бараке, Казимии и Бвала-Физи.
(iii) Фрукты и овощи: Различные сорта фруктов и овощей хорошо растут и дают хорошие урожаи по всей территории Физи, особенно в Экуле, Вангулубе, Ангуле и Неэле.
(iv) Ароматические растения: Ароматические цветы можно выращивать по всей территории Физи, особенно в Луленге, Экуле и Ананде.
(v) Болотные культуры: Лук хорошо растет в Асте, Бибеке, Эонде. Морковь и капусту выращивают в Бибеке, Экуле, Лусу и Ангуле. Многие другие болотные культуры также можно выращивать в Физи.
Из общей площади территории Физи пахотные земли составляют 83,66%, которые распределены следующим образом: Луленге до Талама-Мтама-Ваньянге-Ламбокилела - 23,47%. Среднее плато (Бвала-Физи-Ананда, Мкела, Экула, Вамлема, Луску, Нглобе-Абала, Вамлема, Луску, Ангуле, Нееле и Эльумбе) - 18,02%. Нагорья Итомбве (Китуту, Итула, Кенене, Каненге, Бисембе, Эпупу, М’энге, Эбати, Тубангва и Билаломбили) - 17,12%. Район Абоке-Мбоко (Лвеба, Лусенда, Нунду-Сангья, Кабумбе-Аке-Свима и Иамба-Атута) - 16,05%. Нганджа и полуостров от Убвари до Таламы - 6%. М’тамбала - 3%.
Несмотря на то, что самые плодородные земли расположены в Бисембе-Китуту, Луленге-Ламбокилела и Экула-Элумбе, почва в целом на территории Физи обладает высоким плодородием и позволяет получать стабильные урожаи без использования химических удобрений. Таким образом, Физи имеет значительный потенциал для развития сельского хозяйства.
Физи также обладает благоприятными условиями для развития животноводства. Растительность Физи предоставляет значительные возможности для агро-пастбищного хозяйства. Животноводство на территории Физи представлено следующими направлениями:
(i) Разведение крупного рогатого скота: Территория Физи располагает значительными пастбищными угодьями, покрывающими в среднем 69% территории, от Люленге и нагорья до гор Митумба, от Нганджи до Моба. Существуют возможности для развития современного промышленного животноводства. Фермеры могут найти на территории Физи значительные пространства или поместья (животноводческие концессии), подходящие для размещения коровников, выгребных ям, кормовых складов и плантаций кормовых трав. Система домашнего или семейного животноводства также имеет перспективы развития на территории Физи.
(ii) Овцеводство (овцы, козы и козероги): Этот вид животноводства распространен повсеместно на территории Физи, особенно на средних плато и склонах гор Митумба, а также на побережье озера Танганьика.
(iii) Разведение домашней птицы: Физи также обладает значительным потенциалом для развития птицеводства. На этой территории возможны различные формы животноводства, так как из 68% пастбищ в Киву (Северное Киву, Южное Киву и Маниема) 29% расположены на территории Физи.
Рыбные ресурсы Физи
Значительная часть акватории озера Танганьика (протяженностью 175 км и шириной 95 км) находится на территории Физи (от Луганга-Атута до Талама-Вимби). Разнообразие водных видов впечатляет. Кустарное рыболовство уже принесло известность Физи в Ндакале и Микеке. Промышленное рыболовство может значительно увеличить объемы добычи. Реки Физи также богаты рыбой, что позволяет обеспечивать ежедневный рацион питания населения. Рыба из Физи продается на соседних территориях и экспортируется в другие провинции страны, такие как Касаи, Бандунду, Северное Киву, Верхнее Конго и Киншаса. Отмечается высокий спрос на рыбную продукцию из Физи за пределами конголезских границ, особенно в Замбии, Южной Африке, Габоне, Руанде, Уганде и Бельгии. Такие виды рыб, как куве и мбанга, привлекали внимание бельгийских колонизаторов, проживавших на территории Физи.
Геология
Геологическая карта территории Физи свидетельствует о разнообразии полезных ископаемых. В 1906 году исследования выявили наличие только золота, олова и тантала.
В 1920 году, после окончания Первой мировой войны, были проведены дополнительные исследования, которые показали, что, помимо вышеперечисленных, в Физи также в значительных количествах содержатся кадмий, рений и вольфрам.
Исследования 1947 года, проведенные бельгийскими поселенцами, и исследования 1981 года, проведенные экспертами ЕЭК, позволили составить карту месторождений полезных ископаемых на территории Физи.
Согласно этим данным, в Физи находятся месторождения:
- Золота в Киттуту, Итуле, Бисембе, Микенье, Кипупу, Каненге, Микье, Минембве, Асакве, Нехеле, Ангуле, Нгулбе-Абале, Млеме, Экуле, Сембе, Мкеле, Бвале, Лунбонджа, Хоне, Юнгу, Таламе, Эмбе и Мисиси-Лулимбе.
- Нефти в Аламбу-Мванджалулу, недалеко от Казимии, на полуострове Убвари.
- Цемента в Талама-Сур, который является продолжением месторождения Кабимба-цементаль.
- Алмазов в Селе, недалеко от Юнгу, недалеко от Эбамбы, недалеко от Казимии.
- Рения в Мисиси и Любонд.
- Тантала в Мисиси, Любундже, Минембве, Мкеле, Киттуту и Микье.
- Кадмия в Киттуту, Итуле, Бисембе, Микье, Микенге, Минембве и Бвале.

Кроме того, в Физи можно найти:
- Уголь в Таламе, Юнгу, Эбамбе и Дайн Убвари (месторождение Кабимба цементаль).
- Железо в Мисиси, Любонд, Юнгу и Хоне.
- Бокситы в Киттуту, Микье и Микенге.
- Платину в Мисиси, Любунд, Экуле, М’лема, М’кела и Абале.
- Медь в Мисиси, Макунгу, Бвале и Киттуту.
- Сурьму в Любунд, Мисиси, Мкела, Сембе и Киттуту.
- Ниобий в направлении Нганджи на границе с Кабамбаре.
- Вольфрам к северу от Физи.

Предполагается, что этот перечень может быть расширен, так как геологическое строение территории Физи относится к докембрийской эпохе, характеризующейся обилием подземных ресурсов.
Однако, геологические исследования Физи находятся на начальном этапе, за исключением отдельных кустарных разработок в различных районах территории.
Территория Физи обладает значительным лесным потенциалом. Здесь расположено восемь лесных массивов, в том числе:
- Лес М’нвема в Каненге.
- Лес Хева-Бора между Пусангано-Бибикье и Аюмба/Нтама в Луленге.
- Лес Миенге в высокогорье недалеко от Эпупу, граничит с национальным парком в Южной Африке, между Лвенге и Нунду.
- Лес Мкубве-Тембо между Кабумбе и Аке-Лусамбо.
- Лес Нгоби-Эламби-Эленге между Свимой и Ямба-Атута.
- Лес Мтупеке-Эбукала между Любунджа и Лулимба.
- Лес Сомбве, охватывающий весь полуостров Убвари-Немба.

Качество и разнообразие древесины в этих лесах является высоким.
Деревья, кора и корни, произрастающие в этих лесах имеют лекарственную ценность.
Особенностью лесов Физи является наличие деревьев, наделяемых местным населением особыми свойствами. Эти деревья можно встретить в лесах Миенге, М’нвема и Луленге (Хева Бора).
Вместе с тем, отмечается недостаточная эксплуатация лесных ресурсов Физи.
Туризм
Территория Физи обладает привлекательным туристическим потенциалом, обусловленным разнообразием природных ландшафтов, богатой флорой и фауной, а также историческим и культурным наследием.
Природные достопримечательности Физи включают разнообразие флоры и фауны, живописные водные пейзажи с озером, пляжами, островами и полуостровами, а также горы, холмы, пороги и водопады.
В соответствии с законом 1932 года, на территории Физи созданы три заповедника для охраны животного мира: Микенге, Лвама-Элембве и Эломбве.
- В заповеднике Микенге обитают слоны, буйволы, носороги и шимпанзе.
- В районе Лвама-Элембве можно встретить бегемотов, крокодилов, буйволов и карликовых слонов. Также здесь обитает множество рептилий и насекомых, яд которых обладает лечебными свойствами.
- Заповедник Эломбве является популярным туристическим объектом, благодаря своим «папирусному озеру» и «птичьему озеру», где обитают разнообразные виды птиц.

Флора Физи представлена интересными растениями, в том числе видами, обладающими лечебными свойствами. Выращивание цветов и декоративных растений может стать прибыльным направлением бизнеса при использовании современных агротехнических методов.
В водах Физи обитает несколько видов рыб, известных во всем мире. Этот факт подтвержден исследованиями, проведенными японскими учеными под руководством субрегионального бюро IRSAC/Uvira в акватории от Физи до Пембы, Мунене, Лвебы и вдоль оси Дайн-Юнгу.
Участки побережья озера являются местом обитания этих видов рыб, пользующихся спросом для разведения в аквариумах. Благодаря своей красоте и потенциальной пользе для здоровья, эти виды привлекают внимание туристов. и культурой региона.
В целом, Физи предлагает разнообразные возможности для отдыха и изучения культуры, что способствует развитию экономики региона и его культурного потенциала.

## История
Для всестороннего изучения истории Физи требуются отдельные монографии. В данном изложении предпринята попытка осветить ключевые аспекты истории Физи в эмоциональной, увлекательной и лаконичной форме.
История Физи рассматривается в трех аспектах:
1. Опыт, приобретенный народом.
2. Социально-политический опыт.
3. Административный опыт.

История Физи уходит корнями в далекое прошлое. Изначально эту территорию населяли люди, известные как М’Бембе. Согласно преданиям, их предком был М’Мбондо, сын М’МКУТЕ и брат предка ЛЕГА (Варега).
М’Бембе разработали свой язык, Эбембе, и на его основе сформировали свой образ жизни, основанный на духовных верованиях. Они верили в “Абека Пунгу, Абека Мвене-Ику, Абека Мвене-Маланго, Абека Мвене-Бату”, Абека М’мбумба Эсе н’Ику (Всемогущего Бога, Вездесущего Бога, Всеведущего Бога, Создателя человека, Небес, земли и всей вселенной).
Вера в Бога является важной частью их обычаев и традиций. М’Бембе проявляют уважение к умершим, организуя похороны с соблюдением всех почестей.
М’Бембе практикуют обрезание сыновей, но не дочерей. Они также проводят обряды поклонения и совершают символические жертвоприношения. Они уважают человеческую личность и негативно относятся к проявлениям неуважения к ценностям, особенно к пожилым людям, инвалидам и детям. Они стремятся к самозащите и выступают против стремления к господству и порабощению.
Эти ценности являются основой культуры М’Бембе и передаются из поколения в поколение.
В социальном плане М’Бембе организованы следующим образом: семья является основой общества М’Бембе, главой которой является отец.
Несколько семей образуют расширенную семью, во главе которой стоит дед. Несколько расширенных семей формируют клан, а несколько кланов – племя. Внутри племени есть Бвами, члены королевской семьи, определяемые родственными связями.
На территории Физи управление осуществляется на уровне деревни, во главе которой стоит Капита. Несколько деревень формируют местность, управляемую старостой.
Следующий уровень – группировка, возглавляемая лидером группировки. Сообщество, возглавляемое главой сообщества, наряду с другими образует Территорию или Район, во главе с комиссаром-администратором территории.
Таким образом, организация народа М’Бембе выстроена от семейного уровня до высшего административного уровня. Они не приветствуют монархическую систему управления, основанную на наследственной власти.
М’Бембе – миролюбивый народ, прибегающий к действиям только в целях самообороны. Они не терпят пренебрежения и провокаций. Они способны постоять за себя и борются до конца. Однако, если другой народ пытается их завоевать, они оказывают сопротивление, вынуждая агрессоров заключать мирные соглашения.
История Физи включает в себя периоды вооруженных конфликтов, отражающих борьбу за сохранение независимости и территорий. Среди наиболее значимых военных столкновений можно выделить:
1. Война с работорговцами в начале XVIII века: Попытки арабских работорговцев установить контроль над торговлей рабами привели к конфликту, известному как «Сопротивление Бараки». Название «Барака» происходит от арабского слова «барк», обозначающего “привратный город главного административного центра Мтамбалы”. В результате этой войны удалось ограничить депортацию жителей племени Бабембе. Выжившие поселились в Кибондо, административном районе танзанийской провинции Кигома. Название Кибондо происходит от исконного названия всего племени — «Мбондо».
2. Война с Бахолохоло в конце XVIII века: Бахолохоло, древние жители Калеми, стремились к захвату всего западного побережья озера Танганьика и юго-западной части Физи. В результате этой войны Бахолохоло были изгнаны с территории Физи. После поражения Бахолохоло в пословицах Мбембе появилась фраза, описывающая характерную форму головы: «Мы были ва м’холохоло», что означает “заостренная голова, похожая на голову Мухолохоло”.
3. Война с Бабую в начале XIX века: Бабую пытались захватить территории Луленге и Нганджа. В результате конфликта было заключено мирное соглашение, обязывающее Бабую оставаться на западных территориях общины Луленге. Впоследствии Бабую редко вступали в смешанные браки с Бабембе, оставаясь отдельной группой населения.
4. Война с Барунди в начале XIX века: Барунди, объединившись с Гомой, древним народом Кигомы, предприняли попытку захвата полуострова Убвари и равнины Рузизи. Бабембе одержали победу и оттеснили нападавших за пределы своих территорий. Группа захватчиков была вынуждена создать административное образование Бурунди на равнине Рузизи, территории Увиры. Эта территория осталась конголезской благодаря усилиям бойцов Мая-Мая в 60-х / 80-х годах под руководством Марандуры и Бидариры.
5. Война с немцами в середине XIX века: Германия стремилась расширить свое влияние на обоих берегах озера Танганьика, но столкнулась с сопротивлением со стороны Бабембе. Эта война, известная как война с «алума» среди Бабембе, привела к тому, что Германия перенесла свои усилия по расширению влияния в северо-западном направлении, вдали от Физи.

Также существуют предания о военных победах Бабембе в конфликтах с «Бабингья», «Нгилима или Чинджа-чинджа» и «Базоба».
Восстание Мулелистов оказало влияние на всю территорию Конго. Бабембе, вдохновленные националистическими идеями этого движения, смогли сохранить свою идентичность и сопротивляться режиму Мобуту в течение 25 лет. Это подтверждает историческую неприязнь Бабембе к любым формам диктатуры и нарушениям прав человека.
В настоящее время, когда существует тенденция к оккупации Демократической Республики Конго, в частности восточной части, с целью присоединения ее к так называемой Империи Хима или стране Хавила (включающей ДРК, Танзанию, Руанду, Бурунди и Уганду), можно ожидать сопротивления со стороны конголезского народа, жителей Киву и Бабембе.